# Tau7 Eridani
Tau7 Eridani (τ7 Eridani, förkortat Tau7 Eri, τ7 Eri) som är stjärnans Bayerbeteckning, är en ensam stjärna belägen i den mellersta delen av stjärnbilden Eridanus. Den har en skenbar magnitud på 5,24, är svagt synlig för blotta ögat där ljusföroreningar ej förekommer. Baserat på parallaxmätning inom Hipparcosuppdraget på ca 13,0 mas, beräknas den befinna sig på ett avstånd på ca 251 ljusår (ca 77 parsek) från solen.

## Egenskaper
Tau7 Eridani är en blå till vit stjärna i huvudserien av spektralklass A3 Vs, där 's' anger att den har smala absorptionslinjer i spektret. Den kan vara en kemiskt speciell Am-stjärna, vilket betyder att det visar ovanliga överskott av vissa element i dess ytskikt. Den har en massa som är ungefär dubbelt så stor som solens massa och utsänder från dess fotosfär ca 38 gånger mera energi än solen vid en effektiv temperatur på ca 8 740 K.
Tau7 Eridani verkar vara en lågamplitudvariabel som visar små fluktuationer i ljusstyrka med en period på 7,17 dygn och har en låg projicerad rotationshastighet på 18 km/s.